# Крістіан Зюсс
Крістіан Зюсс  (нім. Christian Süß, 28 липня 1985) — німецький настільний_тенісист, олімпійський медаліст.

## Виступи на Олімпіадах
| Олімпіада  | Дисципліна       | Місце |
| ---------- | ---------------- | ----- |
| Пекін 2008 | одиночний розряд | 17T   |
| Пекін 2008 | командні         | 2     |